# 東京都立八潮高等学校
東京都立八潮高等学校（とうきょうとりつ やしおこうとうがっこう、英: Tokyo Metropolitan YASHIO High School）は、東京都品川区東品川三丁目に所在する東京都立高等学校。
りんかい線品川シーサイド駅から徒歩で3分、京急青物横丁駅から徒歩5～6分と駅からのアクセスが良い。

## 概要
旧制府立第八高女を前身とする。現校名の由来は、1939年（昭和14年）に短歌部とその会誌の名前から、第八の八の字と東京湾を間近に見られる環境からと、東京湾のそれに由来する「八重潮路」「八百潮」の古語の中に「八潮」を選び出したことに端を発する。それが同窓会の名となり、学制改革により新制高校に改組される際に新校名として制定されたが、学校の所在地は八潮ではなく東品川にある。
合唱の古豪であり、NHK全国音楽コンクール高等学校の部の初代優勝校でもある。運動部では弓道部が東京屈指の強豪校として有名で、関東大会出場の常連校。校内には弓道場の設備も整っている。
同校のセーラー服は、当時在学中であった薬師丸ひろ子が映画「セーラー服と機関銃」出演時に着用されていた。「八潮巻き」とよばれるセーラー服のリボンをねじって結ぶ習慣がある（一時断絶したが、開校百周年を機に復活）。また、体育の授業の準備体操として行われる「八潮体操」は男女別々の動き方をする独特のものだったが現在では継承されていない。
2010年（平成22年）より、大規模な校内改革を実施。大学進学希望者を全面的に支援するため、放課後講習や塾講師による土曜講習、サテライン授業、勉強合宿などを取り入れたアドバンスシステムを導入したほか、「品格の八潮」を目指した生活指導の徹底、スポーツ・文化推薦の実施などを行っている。生活指導では、髪染め、ピアスなどを全面禁止にし、直すまで学校に入らせない厳しい指導をしている。2010〜2012年度、教育委員会から『学力向上開拓推進校』に指定される。
2015年（平成27年）より、大学進学を目指す「特進クラス」設置。6時間目終了後の進学ゼミ（7時間目）や夏の勉強会、外部模試の積極的な受験を行う。「特進クラス」は希望制で、希望者の成績上位者から順に決定していく。大学入試で勝負できる学力を3年間かけて構築していく。
2022年（令和4年）より、東京都教育委員会「TOKYOデジタルリーディングハイスクール」に指定。一人一台端末を活用した新たな学びに先進的に挑戦している。
2023年（令和5年）3月にトイレの改修工事が終了、6月～8月に体育館の床張り替え工事が実施される。また、制服に関しても夏服に学校指定のポロシャツ（白・紺）が導入、女子用のスラックスも導入された。地域との交流も再開し、同窓会と深いつながりのある八潮幼稚園へのボランティアや10年以上学校前の街路樹に花を植える「東京ふれあいロード・プログラム」を継続中。

## 沿革
- 1918年（大正7年） - 東京府荏原郡實科女學校として設立。荏原郡長らの企画で誕生した学校で、荏原郡役所の議事堂（今の北品川3丁目10番付近）を仮校舎として、古い会議室に畳を入れ、裁縫の机を並べて開校した[2]。松原一彦が校長事務取扱として着任[3]。
- 1919年（大正8年） - 浅間台（現在の南品川6丁目15番付近）に移転、修学年限4年となる[2]。初代校長に神沢諭司。
- 1922年（大正11年） - 荏原郡立高等女學校となる。
- 1923年（大正12年） - 府立移管により、東京府立品川高等女學校と改称。
- 1927年（昭和2年） - 東京府立第八高等女學校と改称、現在地に移転。
- 1943年（昭和18年） - 府立第十七高女を統合。
- 1948年（昭和23年） - 学制改革により、東京都立第八女子高等学校となる。
- 1949年（昭和24年） - 東京都立八潮高等学校と改称。
- 1952年（昭和27年） - 学区合同選抜制度導入。
- 1967年（昭和42年） - 学校群制度導入、旧第一学区内で城南高校・赤坂高校と12群を組む。
- 1982年（昭和57年） - グループ合同選抜制度導入。大崎・小山台・田園調布・大森・南・大森東・雪谷・羽田・蒲田の各校と12グループを組む。
- 1990年（平成2年） - 現校舎が完成。
- 1992年（平成4年）‐創立70周年・校舎落成記念式典を挙行
- 1994年（平成6年） - 単独選抜制度を導入。
- 1998年（平成10年） - 創立80周年記念式典挙行。弓道部全国大会出場。
- 2008年（平成20年） - 創立90周年記念式典挙行。定時制を閉課。
- 2009年（平成21年）‐ 弓道部インターハイ・東日本高等学校弓道大会出場
- 2010年（平成22年）‐ 弓道部国体出場
- 2011年（平成23年）‐ 校歌、二部合唱への編曲完成（松下倫士編曲）
- 2012年（平成24年）‐ 弓道部国体出場（全国第4位）
- 2018年（平成30年）- 創立100周年記念式典挙行
- 2019年（令和元年）- ダンス部、日本高校ダンス部選手権特別賞受賞、道路功労者建設局長賞受賞
- 2020年（令和2年）‐ 生徒会、東京都教育委員会表彰
- 2021年（令和3年）‐ 弓道部、関東大会出場
- 2022年（令和4年）‐ 校舎トイレ改修工事完了
- 2023年（令和5年）‐ アドバンスドシステム終了。夏服に学校指定のポロシャツ（白・紺）導入。女子用スラックス導入。

## 制服
- 冬服 - 男子：詰襟、女子：セーラー服。なおセーターは黒か紺の着用以外認められていない[4][5]。
- 夏服 - 男子：ワイシャツ、女子：セーラー服[4][5]
- 2023年度より、夏のポロシャツ（学校指定、白もしくは紺色）が導入、女子のスラックスも導入された。

## 学校行事
- 4月 始業式、入学式、避難訓練、対面式、一斉部会、一斉委員会、実力テスト、定期健康診断
- 5月 校外学習、生徒総会、中間考査、模試
- 6月 体育祭、授業公開
- 7月 期末考査、進路ガイダンス、終業式、夏の勉強会
- 9月 始業式、避難訓練、実力テスト、八潮祭（文化祭）
- 10月 中間考査、生徒総会
- 11月 2年生修学旅行、授業公開
- 12月 期末考査、進路ガイダンス、終業式
- 1月 始業式、避難訓練、卒業考査、推薦入試
- 2月 合唱祭、前期募集入試
- 3月 期末考査、卒業式、後期募集入試、芸術鑑賞教室、セーフティー教室、修了式

## 部活動
東京屈指の強豪として知られる弓道部や、古豪の合唱部などが特に盛んである。
2022年（令和4年）度は、合唱、和太鼓、軟式野球で特別推薦を実施する。
| - 弓道部 - 剣道部 - サッカー部 - 柔道部 - 水泳部 - 卓球部 - ダンス部 - 硬式テニス部 - 男子バスケットボール部 - 女子バスケットボール部 - バドミントン部 - 男子バレーボール部 - 女子バレーボール部 - フットサル部 - 軟式野球部 - 陸上競技部 | - 園芸部 - 演劇部 - 合唱部 - 茶華道部 - 管弦楽部 - 軽音楽部 - 写真部 - 情報処理部 - 食物部 - 理数研究部 - 美術部 - 漫画研究部 - 和太鼓部 - 百人一首部 | - ボランティア同好会 |

## 交通アクセス
- 京急線青物横丁駅 徒歩5分
- りんかい線品川シーサイド駅 徒歩5分
- JR京浜東北線・東急大井町線大井町駅 徒歩15分

## 著名な関係者

### 出身者
- 淡路恵子（女優、中退）
- 中根千枝（社会人類学者）
- 油井雄二（経済学者）
- 安原顯（編集者、中退）
- 関根勤（タレント）
- 薬師丸ひろ子（女優）
- 井上瑤（声優）
- 久城彬（女優、元・宝塚歌劇団星組男役）
- 中谷明彦（レーサー兼自動車評論家）
- 小野寺力 (キックボクサー)
- 二階堂ふみ（女優）
- Fukase（ミュージシャン、SEKAI NO OWARI、中退）
- DJ LOVE（ミュージシャン、SEKAI NO OWARI）
- 門松正宏（実業家、旭硝子社長）
- 川野一宇（NHKアナウンサー）
- 鈴木桂一郎（NHKアナウンサー）
- 後藤謙次（ジャーナリスト、ニュースキャスター）
- 内藤博之（アール・エフ・ラジオ日本アナウンサー）
- 篠田桃紅（美術家）
- 志保（女優）
- 田村セツコ（イラストレーター）

### 教職員
- 岩内克己（映画監督、元同校教員）